# جواز سفر بوروندي
يتم إصدار جواز سفر بوروندي لمواطني بوروندي للسفر الدولي.

## السفر بدون تأشيرة
البلدان التالية تسمح تأشيرة مجانية أو على تأشيرة السفر للمواطنين عند الوصول البوروندية :

### أفريقيا
| البلدان والأقاليم | شروط الحصول |
| ----------------- | --- |
| الرأس الأخضر      | تصدر التأشيرة عند الوصول |
| جزر القمر         | 24 ساعة، تصدر تأشيرة العبور عند الوصول إلى المطار. في غضون 24 ساعة هذا يجب تحويلها إلى تأشيرة كاملة في مكتب الهجرة في موروني (رسوم مستحقة الدفع) [وصلة مكسورة] |
| جيبوتي            | 1 الشهر تصدر التأشيرة عند الوصول |
| غامبيا            | تصدر تأشيرة عبور لمدة 24-72 ساعة عند الوصول. ويجب أن يتم تحويلها إلى تأشيرة كاملة صالحة لمدة شهر في دائرة الهجرة في بانجول (رسوم مستحقة الدفع)                 |
| كينيا             | 3 أشهر، تصدر التأشيرة عند الوصول مقابل 50 دولارا |
| مدغشقر            | تأشيرة دخول لمدة 90 يوما تصدر عند الوصول مقابلMGA140، 000 |
| موزمبيق           | 30 يوما من إصدار تأشيرة دخول عند الوصول مقابل 25 دولارا أمريكيا نسخة محفوظة 14 مايو 2009 على موقع واي باك مشين.                                                |
| رواندا            | 1 شهر [وصلة مكسورة] |
| سيشل              | 1 شهر نسخة محفوظة 29 سبتمبر 2007 على موقع واي باك مشين. |
| تنزانيا           | 3 أشهر، تصدر التأشيرة عند الوصول مقابل 50 دولارا |
| توغو              | 7 أيام |
| أوغندا            | 6 أشهر |
| زامبيا            | 3 أشهر، تصدر التأشيرة عند الوصول مقابل 50 دولار أمريكي |

### الأمريكتان
| البلدان والأقاليم       | شروط الحصول |
| ----------------------- | ----------- |
| دومينيكا                | 6 أشهر      |
| الإكوادور               | 90 يوماً     |
| هايتي                   | 3 أشهر      |
| سانت كيتس ونيفيس        | 14 يوماً     |
| سانت فينسنت والغرينادين | 1 month     |

### آسيا
| الدول والأقاليم | شروط الوصول                                                                     |
| --------------- | ------------------------------------------------------------------------------- |
| أرمينيا         | 120 يوماً، تصدر الفيزا عند الوصول مقابل AMD 15,000                               |
| أذربيجان        | 30 يوماً، تصدر الفيزا عند الوصول مقابل US$100 [وصلة مكسورة]                      |
| بنغلاديش        | 90 يوماً، تصدر الفيزا عند الوصول مقابل $50                                       |
| كمبوديا         | 30 يوماً، تصدر الفيزا عند الوصول مقابل US$ 20                                    |
| جورجيا          | 360 يوماً، تصدر الفيزا عند الوصول مقابل 100 GEL                                  |
| لاوس            | 30 يوماً، تصدر الفيزا عند الوصول مقابل US$ 30                                    |
| المالديف        | 30 يوماً                                                                         |
| ماكاو           | 30 يوماً، تصدر الفيزا عند الوصول مقابل 100 MOP                                   |
| نيبال           | 15/30/90 يوماً، تصدر الفيزا عند الوصول مقابل $25/50/100                          |
| الفلبين         | 21 يوماً [وصلة مكسورة]                                                           |
| سنغافورة        | 30 يوماً                                                                         |
| سوريا           | 15 يوماً، تصدر الفيزا عند الوصول نسخة محفوظة 12 مارس 2020 على موقع واي باك مشين. |
| تيمور الشرقية   | 30-يوماً، تصدر الفيزا عند الوصول مقابل US$30                                     |

### أوروبا
| الدول والأقاليم | شروط الوصول |
| --------------- | ----------- |
| كوسوفو          | 90 يوماً     |

### أوقيانوسيا
| البلدان والأقاليم | شروط الحصول                                            |
| ----------------- | ------------------------------------------------------ |
| جزر كوك           | 31 يوماً                                                |
| ميكرونيسيا        | 30 يوماً نسخة محفوظة 2 مارس 2012 على موقع واي باك مشين. |
| نييوي             | 30 يوماً                                                |
| بالاو             | 30 يوماً                                                |
| ساموا             | 60 يوماً                                                |
| توفالو            | 1 شهر                                                  |